# Hoekige erwtenmossel
De hoekige erwtenmossel (Euglesa milium) is een erg kleine, in zoetwater levende tweekleppigensoort uit de familie van de Sphaeriidae. De wetenschappelijke naam van de soort werd in 1836 voor het eerst geldig gepubliceerd door Held.

## Beschrijving
De 3,0 tot 4,5 mm grote schaal van de hoekige erwtenmossel is tumide (opgezwollen). Het is meer rechthoekig dan andere Pisidium-soorten en heeft brede, gezwollen umbo's die achter het middelpunt liggen. Het oppervlak (periostracum) is zeer glanzend, met onregelmatige, concentrische strepen. De kleur is geel tot lichtbruin.

## Verspreiding
De hoekige erwtenmossel wordt voornamelijk in het noordelijke deel van West-Europa gevonden, waaronder Scandinavië, de Britse Eilanden en Duitsland. Het leeft in kleine en grotere stilstaande en stromende wateren, zoals sloten, vaarten en rivieren. Deze soort kan in heel Nederland worden gevonden, maar wordt weinig uit Zeeland gemeld.
Euglesa:
casertana · 
compressa · 
conventus · 
edlaueri · 
globularis · 
henslowana · 
hinzi · 
lilljeborgi · 
maasseni · 
pulchella · 
subtruncata · 
waldeni

Odhneripisidium:
annandalei · 
moitessierianum · 
stewarti · 
tenuilineatum

Musculium:
lacustre · 
†subtile · 
transversum

Pisidium:
amnicum · 
†clessini · 
hibernicum · 
milium · 
nitidum · 
obtusalis · 
obtusale obtusale · 
obtusale lapponicum · 
personatum · 
pseudosphaerium · 
supinum

Sphaerium:
asiaticum · 
corneum · 
†icenicum · 
nitidum · 
nucleus · 
ovale · 
rivicola · 
†rosmalense · 
solidum · 
†subsolidum